# Peletka
Peletka je zaniklá usedlost v Praze 5 – Smíchově, která stála mezi ulicemi Plzeňská a Tomáškova.

## Historie
Malá usedlost z konce 18. století stála východně od malostranského hřbitova a na jižní straně ji obtékal Motolský potok. Bývala při ní vinice a chmelnice. Roku 1747 ji vlastnil Adalbert Pöllet, který zde měl již jen zahrady a pole. Dalšími majiteli byli v 80. letech 19. století Frimlovi.
Usedlost byla zbořena před 1. světovou válkou a na jejím místě byla postavena budova smíchovské sokolovny (Plzeňská 168/27).